# Wenping (köpinghuvudort i Kina, Guizhou Sheng, lat 28,31, long 108,22)
Wenping (kinesiska: 稳坪, 稳坪镇, 宛坪) är en köpinghuvudort i Kina. Den ligger i provinsen Guizhou, i den sydvästra delen av landet, omkring 240 kilometer nordost om provinshuvudstaden Guiyang. Antalet invånare är 14 030. Befolkningen består av 7 036 kvinnor och 6 994 män. Barn under 15 år utgör 33 %, vuxna 15-64 år 56 %, och äldre över 65 år 10,0 %.